# 잎셀러리

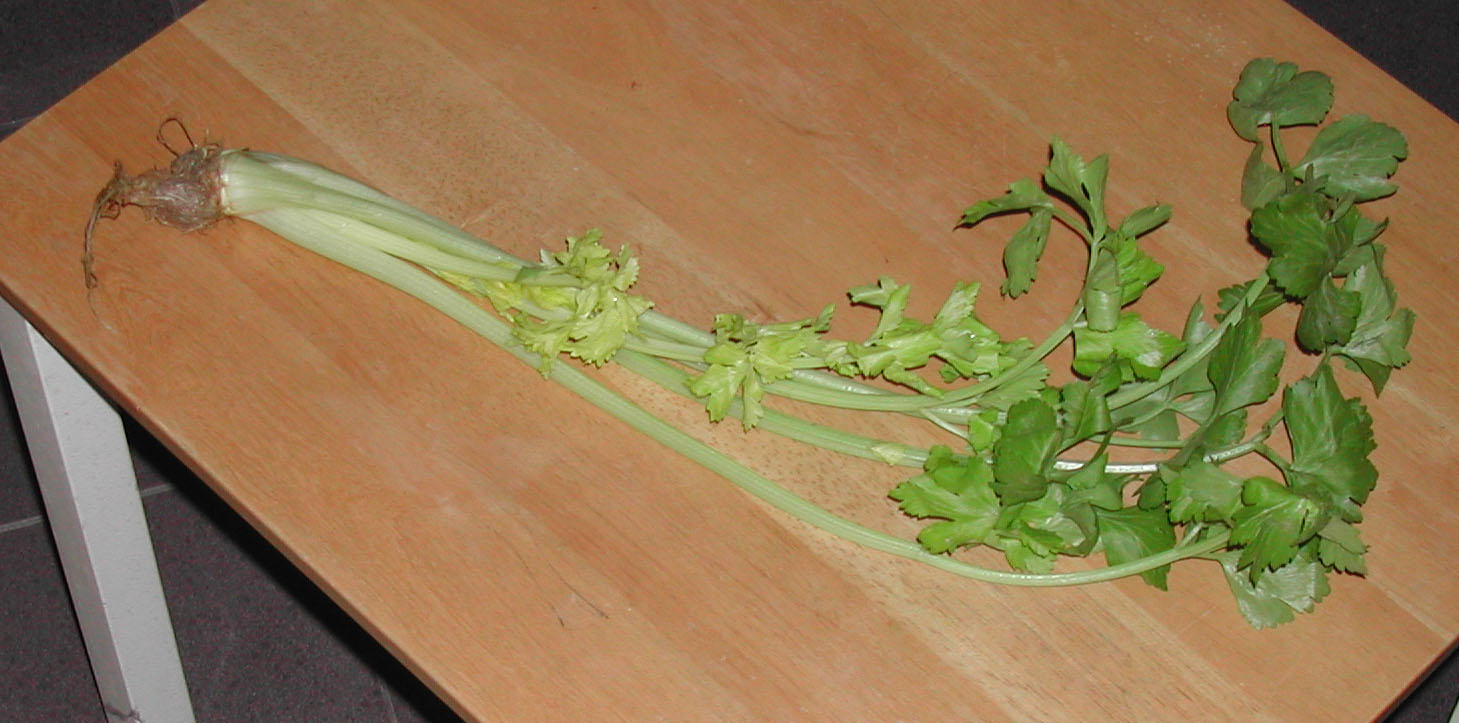
잎셀러리

잎셀러리는 셀러리의 재배품종이다. 중국 등지에서 재배하며, 영어권에서 "중국 셀러리(Chinese celery)"라 부르기도 한다.

## 같이 보기
- 셀러리악
- 채소 목록